# Zygmunt Klinger

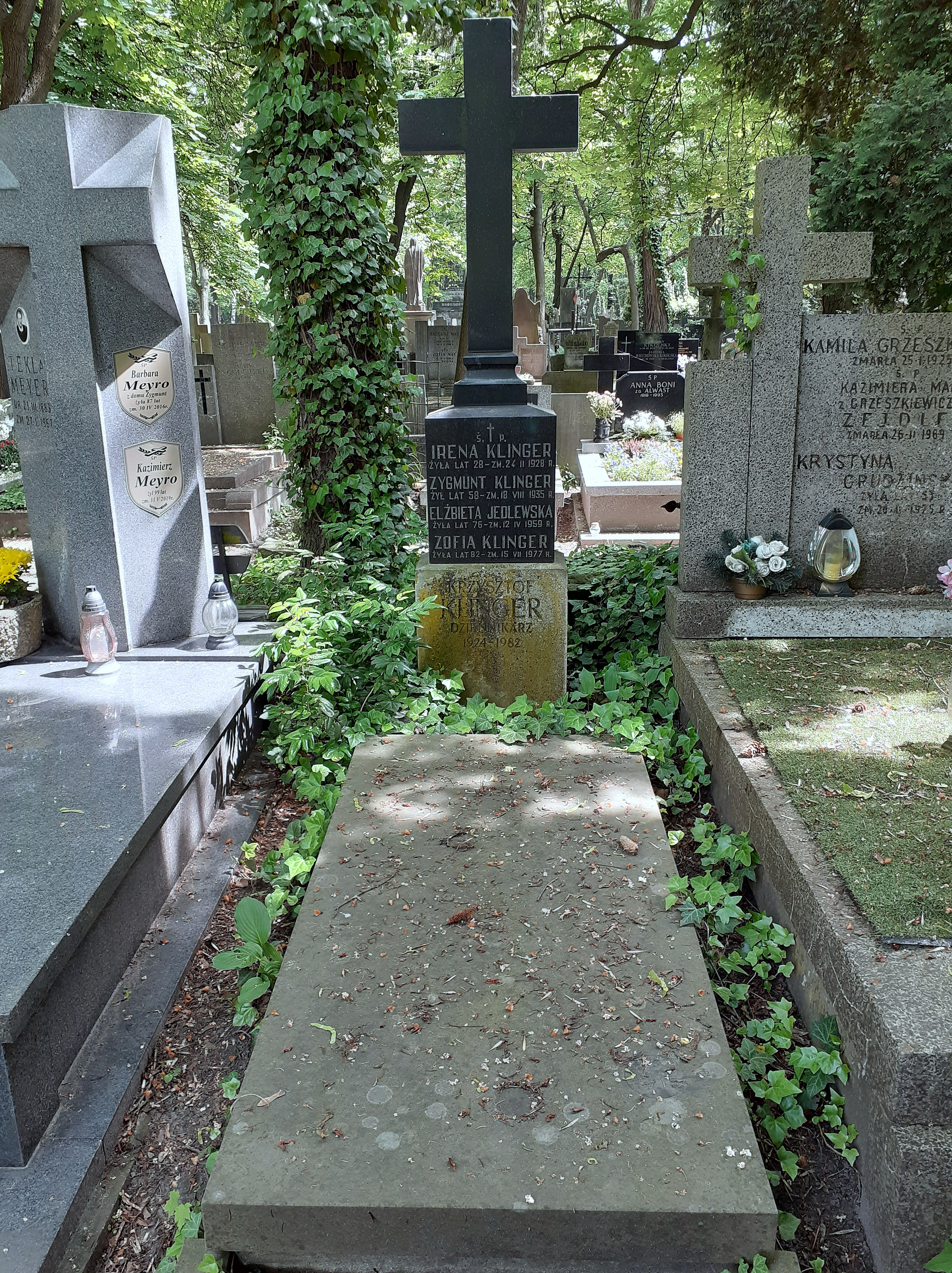
Grobowiec rodzinny Zygmunta Klingera

Zygmunt Klinger, właśc. Ozjasz Klinger (ur. 9 września 1877 w Tarnopolu, zm. 18 sierpnia 1935 w Warszawie) – major dyplomowany artylerii pospolitego ruszenia Wojska Polskiego, działacz niepodległościowy, kawaler Orderu Virtuti Militari, nauczyciel.

## Życiorys
Urodził się 9 września 1877 w Tarnopolu jako syn Maurycego i Gizeli z domu Jedlewskiej. Był wyznania mojżeszowego. Jako Ozjasz Klinger od 1888 uczył się w C.K. Gimnazjum w Tarnopolu, gdzie w 1897 ukończył VIII klasę i zdał egzamin dojrzałości (w jego klasie był m.in. Czesław Eckhardt).
Przez cztery semestry studiował na Uniwersytecie Lwowskim. Został nauczycielem języka niemieckiego. 23 lipca 1902 w charakterze zastępcy nauczyciela został przeniesiony z C.K. Gimnazjum w Przemyślu do C.K. Gimnazjum w Kołomyi. W tej szkole uczył języka niemieckiego i był współzawiadowcą niemieckiej biblioteki. W tym samym charakterze 4 sierpnia 1903 został przeniesiony z Kołomyi do C.K. Gimnazjum w Brzeżanach. Tam uczył języka niemieckiego. 29 sierpnia 1904 został przeniesiony z Brzeżan do C.K. Gimnazjum w Sanoku. Tam jako egzaminowany zastępca nauczyciela uczył języka niemieckiego, języka łacińskiego, był zawiadowcą niemieckiej biblioteki uczniów. W pierwszym półroczu roku szkolnego 1908/1909 otrzymał urlop. W okresie pracy w Sanoku był członkiem Towarzystwa Nauczycieli Szkół Wyższych. 20 lutego 1909 (wzgl. 3 marca) został przeniesiony do C.K. Gimnazjum w Jaśle. Uczył tam języka niemieckiego. 9 stycznia 1911 został uwolniony ze służby.
W 1913 kandydatura Zygmunta Klingera była rozważana przez stronnictwo socjalistów przed wyborami do Sejmu Krajowego w okręgu Sanok-Krosno.
Po wybuchu I wojny światowej 4 sierpnia 1914 w grupie ochotników z Brzeżan skierował się do Krakowa, gdzie gromadziły się oddziały strzeleckie. Wstąpił do Legionów Polskich i służył w oddziałach, będących zalążkiem 1 pułku piechoty. Od połowy września do końca października 1914 był żołnierzem Komendy Legionów Polskich. Został mianowany na stopień podporucznika artylerii 28 września 1914 i otrzymał przydział do 4 batalionu artylerii, w którym był dowódcą I plutonu od lutego do lipca 1915. Był też adiuntantem II dywizjonu. Następnie awansowany na stopień porucznika artylerii 20 czerwca 1915. Od lipca 1915 pełnił funkcję referenta spraw artylerii w sztabie I Brygady. Od grudnia 1915 był I oficerem w batalionie haubic w składzie 1 pułku artylerii. Po odejściu w październiku 1916 ze służby frontowej brał udział w I i w II Kursie Szkoły Strzeleckiej Artylerii w Rembertowie w styczniu 1917). Potem ponownie był oficerem batalionu haubic. Od czerwca 1917 był w Stacji Zbornej LP w Przemyślu. Po kryzysie przysięgowym z lipca 1917 został wcielony do 30 pułku artylerii i 130 pułku artylerii, służąc na ziemi serbskiej.
U kresu wojny 1 listopada 1918 został wybrany jako reprezentant Polskiej Organizacji Wojskowej i Ligi Niezawisłości na członka Komitetu Obywatelskiego, wybranego przez zgromadzenie przedstawicieli polskich stronnictw politycznych i był w składzie strony polskiej uczestniczył w pertraktacjach z Ukraińcami. Wraz z innym przedstawicielem LN i POW, Kazimierzem Świtalskim (także wybranego do Komitetu Obywatelskiego) został członkiem Polskiego Komitetu Narodowego we Lwowie i Komitetu Wykonawczego tegoż. Został przyjęty do Wojska Polskiego i uczestniczył w obronie Lwowa w trakcie wojny polsko-ukraińskiej.
Został awansowany na stopień kapitana. W tym stopniu był oficerem Sztabu Generalnego w Sztabie Naczelnego Wodza oraz w Dowództwie Okręgu Generalnego „Warszawa” od 16 grudnia 1918 do 25 września 1919. W tym okresie, podczas wojny polsko-bolszewickiej z rozkazu Naczelnika Józefa Piłsudskiego został skierowany do Wilna, gdzie przybył 23 grudnia 1918 i został mianowany szefem sztabu gen. Władysława Wejtki, mając za zadanie działanie w celu opanowania miasta przez Polaków. Po walkach o Wilno wobec braku szans na utrzymanie się w mieście kpt. Klinger 5 stycznia zadecydował o przerwaniu walk i opuszczeniu Wilna. Później został internowany przez Niemców i uczestniczył w negocjacjach. 11 czerwca 1919 przeniesiony z Generalnego Inspektoratu Artylerii do Dowództwie Okręgu Generalnego „Kraków”, gdzie był szefem Oddziału Informacyjnego. 15 lipca 1920 został zatwierdzony z dniem 1 kwietnia 1920 w stopniu majora, w artylerii, w grupie oficerów byłych Legionów Polskich. Służył w Ministerstwie Spraw Wojskowych, we Froncie Północno-Wschodnim, w Oddziale V Dowództwa 2 Armii od 1 października 1920 do 10 marca 1921. Odszedł z wojska 18 marca 1921. 17 maja 1922 odznaczono go orderem wojskowym „Virtuti Militari" V klasy.
Potem został zweryfikowany w stopniu majora rezerwy artylerii ze starszeństwem z 1 czerwca 1919. Był oficerem rezerwy 25 pułku artylerii polowej z Kalisza. W 1934 jako oficer pospolitego ruszenia był przydzielony do Oficerskiej Kadry Okręgowej nr I. Był „przewidziany do użycia w czasie wojny” i pozostawał wówczas w ewidencji Powiatowej Komendy Uzupełnień Warszawa Miasto III. 
W okresie II Rzeczypospolitej sprawował stanowisko dyrektora oddziału warszawskiego Polskiego Banku Handlowego.
Zmarł 18 sierpnia 1935 w Warszawie. Został pochowany na cmentarzu Powązkowskim w Warszawie (kwatera 108-4-9). Był żonaty z Zofią z domu Hampel (zm. 1977 w wieku 82 lat).

## Ordery i odznaczenia
- Krzyż Srebrny Orderu Wojskowego Virtuti Militari nr 5942 – 17 maja 1922[46][47][4][39]
- Krzyż Niepodległości – 7 lipca 1931 „za pracę w dziele odzyskania niepodległości”[48][49][50]
- Krzyż Walecznych dwukrotnie[4]